# Wólka Plebańska (województwo świętokrzyskie)
Wólka Plebańska – wieś w Polsce położona w województwie świętokrzyskim, w powiecie koneckim, w gminie Stąporków.
| SIMC    | Nazwa   | Rodzaj    |
| ------- | ------- | --------- |
| 0272201 | Murawki | część wsi |

W latach 1975–1998 miejscowość należała administracyjnie do województwa kieleckiego.
Wólka Plebańska jest punktem końcowym  czarnego szlaku turystycznego prowadzącego z Rezerwatu przyrody Skałki Piekło.
Wierni kościoła rzymskokatolickiego należą do parafii św. Jacka i św. Katarzyny w Odrowążu.